# Некрасов, Виктор Павлович
Виктор Павлович Некрасов (1 декабря 1928, Ленинград (по другим данным дер. Власовская Архангельской области) — 25 мая 1995) — советский альпинист, победитель и многократный призёр чемпионатов СССР. Заслуженный тренер СССР, мастер спорта СССР международного класса.

## Краткая биография
Учился в ЛИТМО, где начал заниматься лыжами (стал чемпионом института), а затем и альпинизмом. В период обучения в институте ходил в горы со своими однокурсниками и друзьями, в частности с Г. Н. Дульневым (который и заинтересовал Некрасова альпинизмом, впоследствии ректором ЛИТМО), Игорем Горячевым (будущим полковником медицинской службы, почётным членом ассоциации урологов США), Евгением Староселецем — лётчиком-истребителем.
С 1953 года по окончании института, работал по распределению инженером в Московской области. В 1957 году был призван в армию, в 1978 году уволен в запас в звании подполковника, после чего работал в Главном управлении боевой подготовки сухопутных войск ВС СССР, где занимался вопросами координации деятельности армейских команд по альпинизму, организовывал и проводил различные спортивные и учебно-тренировочные сборы. Тренер альпинистов ЦСКА.
С 1953 года регулярно участвовал в чемпионате СССР, неоднократно занимал призовые места (1953 — Домбай-Ульген, 1955 — Аксауты; Кара-Кайя; 1956 — Домбай-Ульген и т. д.). В 1955 году получил звание мастера спорта СССР, а в 1968 году стал мастером спорта СССР международного класса.
В 1975 году группа под его руководством (Л. Матюшин, В. Старлычанов, О. Фёдоров) совершила первовосхождение по северному ребру на пик 5800 в центральной части Шахдаринского хребта и дала этому пику имя П. Н. Лукницкого. Группа альпинистов под его руководством, участвовавшая в экспедиции «Малая география» в Шахдарьинском хребте, способствовала открытию 3-го в стране и 4-го в мире месторождения ювелирного лазурита, превосходящего по качеству все известные в мире.
В 1982 году удостоен звания Заслуженный тренер СССР по альпинизму. В 1980-е годы возглавлял горные походы туристов.
Подготовил многих альпинистов, в числе его учеников — мастера спорта Александр Демченко, Артур Гаас, Владислав Шимелис. В 1958 году под его руководством на семитысячник пик Ленина взошла первая женщина — Екатерина Хасьяновна Мамлеева.
Увлекался таджикской культурой и поэзией.
Виктор Некрасов умер 25 мая 1995 года в Москве. Точных сведений об обстоятельствах смерти нет, или они противоречивы.

### Семья
Жена — Людмила, сын — Константин.

## Спортивные достижения

### Чемпионаты СССР по альпинизму
Данные приведены в соответствии с информацией из книги П. С. Рототаева.
- 1953 год —  2-е место (класс технически сложных восхождений), восхождение на восточную вершину массива Домбай-Ульген по северо-восточной стене; в команде Советской Армии (в составе также В. Давыдов, Г. Живлюк, В. Пригода).
- 1954 год — - 2-3-е места (класс траверсов), траверс вершин массива Домбай-Ульген с востока; в команде Советской Армии и ДСО «Красная звезда» (в составе также В. Давыдов, Б. Дубинин, В. Жирнов, В. Некрасов, В. Зубаков).
- 1957 год —  2-е место (класс технически сложных восхождений), восхождение на вершину Кюкюртлю по юго-восточной стене; в команде Советской Армии (в составе также Г. Живлюк).
- 1959 год —  2-е место (класс технически сложных восхождений), восхождение на южную вершину Ушбы по северо-восточной стене; в команде Советской Армии (в составе также Г. Живлюк, А. Битный, А. Демченко, Ю. Заричняк, К. Рототаев).
- 1964 год —  3-е место (класс высотных восхождений), траверс пик Октябрьский — пик Ленина; в команде Советской Армии (в составе также Г. Живлюк, А. Битный, А. Демченко, В. Логвинов, Г. Солодовников, И. Горячев, Е. Староселец, Ю. Кочетов, А. Тустукбаев).
- 1965 год —  3-е место (класс высотных восхождений), восхождение на пик Коммунизма с ледника Беляева; в команде Советской Армии (в составе также Г. Живлюк, А. Битный, В. Логвинов, Н. Снегирев, С. Артюхин, И. Горячев, А. Тустукбаев, А. Лаптев, А. Шабанов).
- 1967 год —  2-е место (класс высотно-технических восхождений), восхождение на пик Революции по северной стене; в команде Советской Армии (в составе также А. Битный, А. Демченко, В. Логвинов, Е. Староселец, И. Назаров).
- 1972 год —  1-е место (класс траверсов), траверс пиков Комакадемии (южная вершина по юго-западной стене) — Гармо; возглавлял[13] команду Вооружённых Сил (в составе также А. Масленников, Е. Староселец, Г. Варданян, Г. Ахвледиани).

## Избранные сочинения
О своих восхождениях В. П. Некрасов писал очерки.
- Некрасов В. Гора великого зубра // Побеждённые вершины : Ежегодник сов. альпинизма. — М. : Гос. изд. геогр. лит., 1970—1971.
- Некрасов В. Монументы над Пянджем // Побеждённые вершины : Ежегодник сов. альпинизма. — М. : Гос. изд. геогр. лит., 1965—1967.
- Некрасов В. На Эльбрус по труднейшему пути // Побеждённые вершины : Ежегодник сов. альпинизма. — М. : Гос. изд. геогр. лит., 1954—1957.

## Награды и признание
- Мастер спорта СССР (1955)
- Мастер спорта СССР международного класса (1968)
- Заслуженный тренер СССР (1982)

## В искусстве
В. П. Некрасов упомянут в одной из песен Ю. Визбора:

…Здесь красивы горы и опасны,

Здесь ходил Лукницкий и Некрасов,

Этот день вчерашний

Стал немного нашим,

Как и юго-западный Памир…— Ю. Визбор. «Настанет день» (1978)
В. П. Некрасову было первоначально посвящено стихотворение Ю. Визбора «Памяти ушедших» (1978).
Юрий Визбор на своём творческом вечере в ДК издательства «Правда» 29 сентября 1978 года исполнил песню «Об альпинисте Викторе Некрасове».